# 크비진

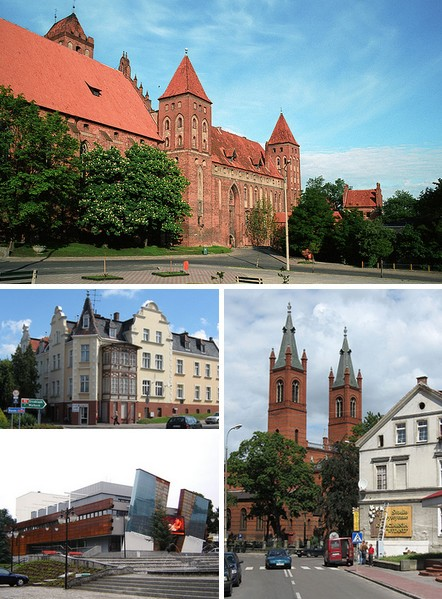
크비진

크비진(폴란드어: Kwidzyn, 독일어: Marienwerder 마리엔베르더[*])은 폴란드 포모제주에 위치한 도시로 면적은 21.82km2, 해발고도는 42m, 인구는 37,814명(2006년 기준), 인구 밀도는 1,700명/km2이다. 비스와강 동안과 접한다.

시기
시 문장